# マイバ・アマドゥシェ
- マイバ・ハマドゥーシュ

マイバ・アマドゥシェ（Maïva Hamadouche、1989年11月4日 - ）は、フランスのプロボクサー・警察官である。タルヌ県アルビ出身。元IBF女子世界スーパーフェザー級王者。

## 来歴
2010年よりアマチュアとして活動を始める。2012年には世界選手権に出場。
2013年12月7日、Karina Szmalenbergとの6回戦でプロデビューし、2回TKO勝利。
2014年5月16日、プロ4戦目でWendy Gervoisとのフランス女子ライト級王座決定戦に臨み、4回TKOでプロ初タイトル獲得。
2015年3月21日、プロ7戦目でAnita TortiとのEBU女子ヨーロッパライト級王座決定戦に臨み、5回TKOでヨーロッパ王座獲得。
2015年5月22日、ヨーロッパ王座の初防衛戦としてAnita Tortiとのダイレクトリマッチに臨み、3-0判定でプロ8戦目にしてKOを逃すも王座初防衛。
2015年11月11日、敵地ベルギーにてプロ10戦目にしてデルフィーヌ・ペルスーンが持つWBC女子世界ライト級王座に挑戦するが、0-3判定でプロ初黒星を喫し王座奪取ならず。
2016年5月27日、エリス・パチェコとのWBC女子ライト級シルバー王座決定戦に臨み、2回TKOで王座獲得に成功。
2016年11月10日、パリでジェニファー・サリナスとのIBF女子世界スーパーフェザー級王座決定戦に臨み、3-0判定で制し、フランス女子としては3人目の世界王者となった。
2017年1月21日、Milena Kolevaを9回TKOで降しIBF王座初防衛。
2017年5月18日、アナイ・サンチェスを4回TKOで退けIBF王座2度目の防衛。
2018年1月20日、Myriam Dellalを2-0判定で降しIBF王座3度目の防衛。
2018年12月4日、ヴィヴィアン・オベナウフを5回終了後棄権に追い込みIBF王座4度目の防衛。
2019年7月18日、Janeth Perezを6回TKOで退けIBF王座5度目の防衛。
その後、東京オリンピックを目指すためプロ活動を休止。8月の欧州選手権で銀メダル獲得。
2020年12月17日、Nina Pavlovicを8回TKOで退けIBF王座6度目の防衛。
2021年6月7日の東京オリンピックヨーロッパボックスオフで勝利しオリンピック出場権を獲得。
オリンピック本戦では初戦でミラ・ポトコネンの前に敗退（ポトコネンは銅メダル獲得）。
2021年11月5日、ラスベガスでWBO王者ミカエラ・メイヤーとの間での王座統一戦に臨むが、0-3（90-100、91-99、92-98）判定で敗れIBF王座陥落。
王座陥落後、自国開催のパリオリンピックを目指している。

## 獲得タイトル
プロ
- フランス女子ライト級王座
- EBU女子ヨーロッパライト級王座
- WBC女子ライト級シルバー王座
- 第6代IBF女子世界スーパーフェザー級王座（防衛6）